# Сім мудрих з бамбукового гаю

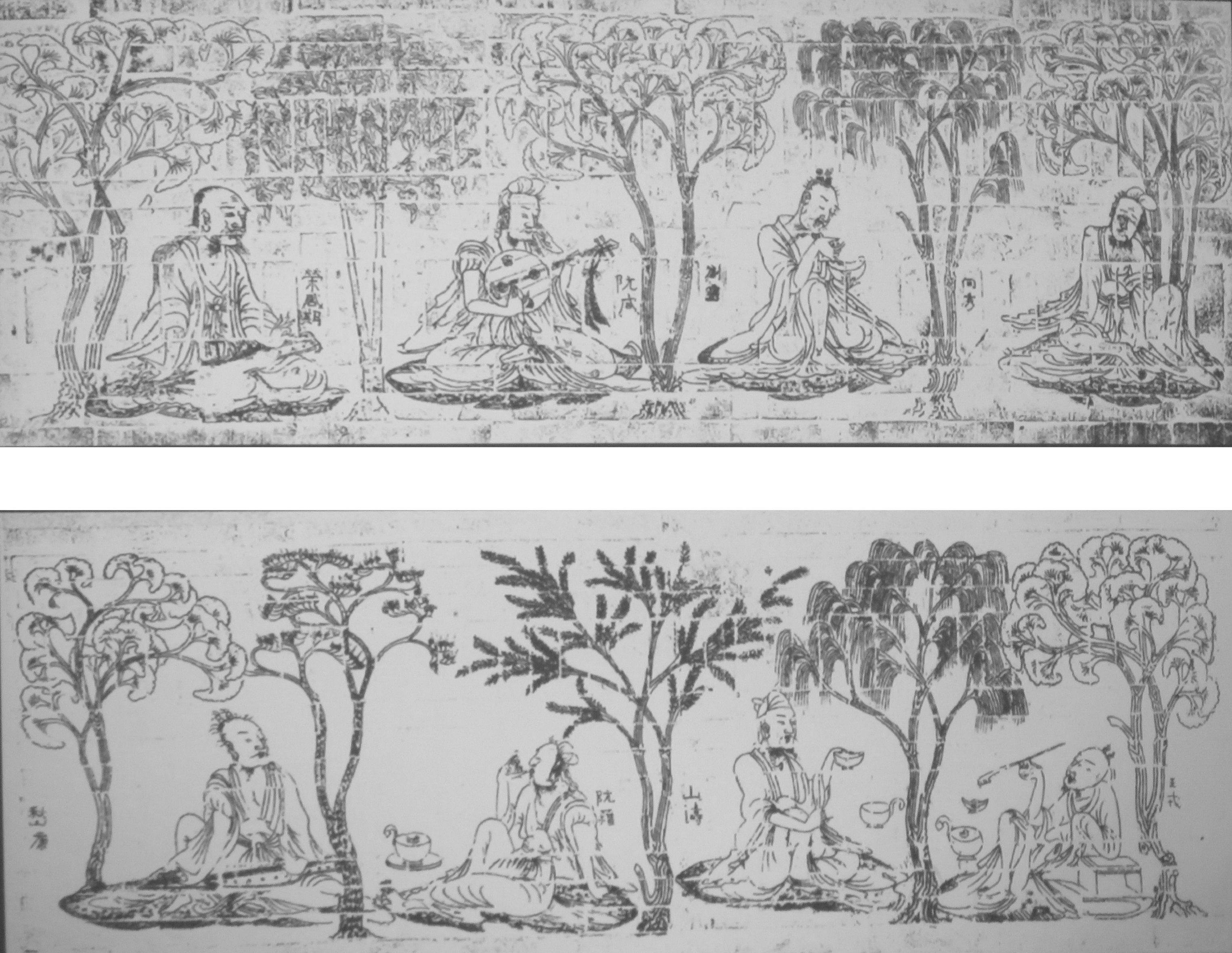
Сім мудрих з бамбукового гаю

Сім мудрих з бамбукового гаю (竹林七賢) — літературний гурток (товариство) поетів-інтелектуалів за часів династії Вей та початку династії Цзінь. Складався з Жуань Цзі, Цзі Кана, Шань Тао, Сян Сю, Жуань Сяня, Ван Жуна, Лю Ліна.

## Історія
Сформувався наприкінці правління роду Цао. За життя їх не поєднували в один гурток (незважаючи на товариські відносини між ними). Це відбулося, ймовірно, за часів династії Тан або Сун.
«Сім мудрих з бамбукового гаю», сприйнявши традиції своїх попередників з гуртка Сім мужів, водночас зробили новий крок у розвитку п'ятислівних віршів, чим поклали початок «поетичному професіоналізму» (до того написання віршів не вважалося професією).
Представники цього товариства полюбляли самотність, тяжіли до села «з милими серцю гаями», горами і ріками. У політичній царині ці поети перебували в опозиції до правителів, особливо до роду Сима (володарів Цзінь).
Найвідомішими та найзначущішими з цих семи поетів були Жуань Цзі і Цзі Кана. Загальним для них стало схиляння перед авторитетом даоських мислителів Лао-цзи і Чжуан-цзи з їх викриттям можновладців, з їхнім закликом злитися із природою, пішовши від суєти життя в світ гармонії і краси.
Окрім поетичних талантів більшість з членів цього гуртка були видатними каліграфами, драматургами, мислителями, художниками та музиками. Якщо в каліграфії та малюванні сповідували класичні форми, дидактизм, то у поезії відстоювали свободу думки, індивідуальність людини, були своєрідними анархістами свого часу.